# Dahuashan
Dahuashan (kinesiska: 大华山, 大华山镇) är en köping i Kina. Den ligger i stadsdistriket Pinggu i Pekings storstadsområde, i den norra delen av landet, omkring 68 kilometer nordost om stadskärnan. Antalet invånare är 16 396. Befolkningen består av 7 980 kvinnor och 8 416 män. Barn under 15 år utgör 9,0 %, vuxna 15-64 år 76 %, och äldre över 65 år 14,0 %.